# Mniobryum pergracile
Mniobryum pergracile är en bladmossart som beskrevs av Thériot och Potier de la Varde 1939. Mniobryum pergracile ingår i släktet Mniobryum och familjen Bryaceae. Inga underarter finns listade i Catalogue of Life.